# Oliver Vieten
Sven-Oliver Vieten (* 1. November 1967) ist ein ehemaliger deutscher Eishockeyspieler, der unter anderem für den EHC Freiburg in der Bundesliga aktiv war.

## Karriere
Oliver Vieten durchlief Anfang der 1980er Jahre die Nachwuchsmannschaften der Düsseldorfer EG und gewann in dieser Zeit jeweils zweimal die Schüler- und die Jugendmeisterschaft. Seine Karriere im Seniorenbereich begann in der Saison 1985/86 beim EC Ratingen in der Oberliga. Ein Jahr später wechselte er für eine Spielzeit zum ERC Ingolstadt, bevor er ab 1987 vier Jahre lang in der 2. Bundesliga aktiv war. Seine Stationen waren der SC Solingen, nochmals der EC Ratingen sowie der ECD Sauerland. In der Saison 1991/92 wurde er nach einem kurzen Gastspiel beim Duisburger SV vom Bundesliga-Klub EHC Freiburg verpflichtet, für den er in 21 Partien zwei Tore erzielte und vier Vorlagen beisteuerte. Anschließend spielte er noch für den SC Memmingen, EC Wilhelmshaven-Stickhausen und EC Bad Nauheim, ehe er im Jahr 1995 seine Karriere beendete.
Vieten wanderte in die Vereinigten Staaten aus, wo er als Trainer im Nachwuchseishockey arbeitet.

## Erfolge und Auszeichnungen
- 1981 Deutscher Schülermeister mit der Düsseldorfer EG
- 1982 Deutscher Schülermeister mit der Düsseldorfer EG
- 1983 Deutscher Jugendmeister mit der Düsseldorfer EG
- 1984 Deutscher Jugendmeister mit der Düsseldorfer EG
- 1987 Meister der Oberliga mit dem ERC Ingolstadt

## Karrierestatistik
(Legende zur Spielerstatistik: Sp oder GP = absolvierte Spiele; T oder G = erzielte Tore; V oder A = erzielte Assists; Pkt oder Pts = erzielte Scorerpunkte; SM oder PIM = erhaltene Strafminuten; +/− = Plus/Minus-Bilanz; PP = erzielte Überzahltore; SH = erzielte Unterzahltore; GW = erzielte Siegtore; 1 Play-downs/Relegation; Kursiv: Statistik nicht vollständig)